# 亞當斯冰川
66°50′S 109°40′E / 66.833°S 109.667°E
亞當斯冰川（英語：Adams Glacier (Wilkes Land)）是南極洲的冰川，位於威爾克斯地，全長32公里，最終在哈奇群島以東注入文森灣，根據美國海軍的空中照片繪入地圖，以第六任美國總統約翰·昆西·亞當斯命名。